# Kanton Figari
Figari is een voormalig kanton van het Franse departement Corse-du-Sud. Het kanton maakte deel uit van het arrondissement Sartène. Het werd opgeheven bij decreet van 24 februari 2014 met uitwerking op 22 maart 2015.

## Gemeenten
Het kanton Figari omvatte de volgende gemeenten:
- Figari (hoofdplaats)
- Monacia-d'Aullène
- Pianotolli-Caldarello
- Sotta